# Thakhek (huyện)
Thakhek là một huyện (muang, mường)  thuộc tỉnh Khammouane ở trung Lào.